# Список аэропортов Латвии

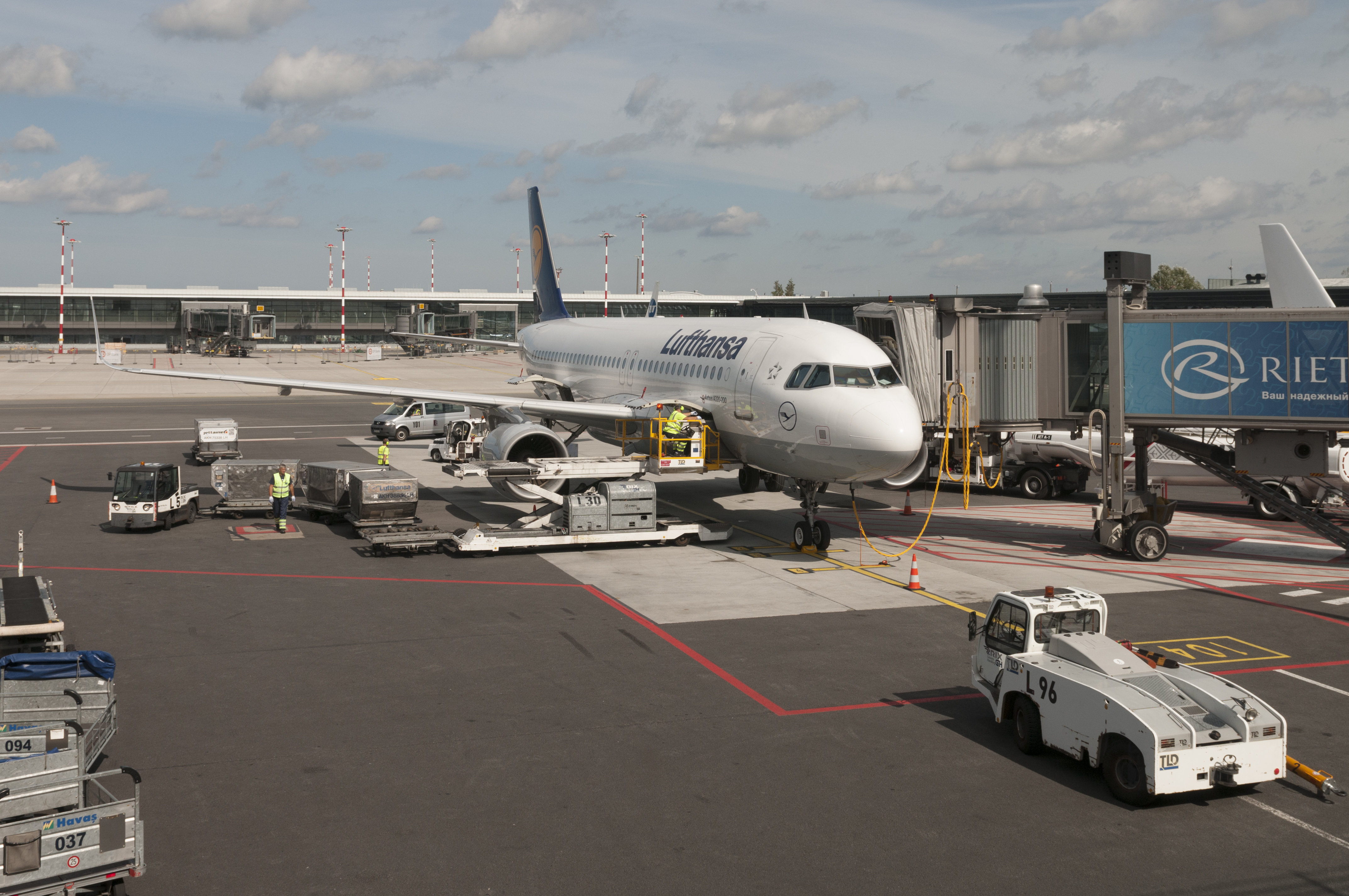
Международный аэропорт «Рига»

По данным Агентства гражданской авиации Латвии (CAA), в стране насчитывается 15 сертифицированных аэропортов гражданской авиации. Указанный ниже список аэропортов отсортирован по расположению.
Международный аэропорт «Рига» — единственный крупный аэропорт в Латвии, который ежегодно перевозит около 5 миллионов пассажиров. Это крупнейший аэропорт в странах Балтии, выполняющий прямые рейсы в более чем 102 пункта назначения в 37 странах. Он также является основным хабом «airBaltic». Международный аэропорт «Рига» и аэропорт «Лиепая» являются единственными аэропортами в Латвии, которые обеспечивают коммерческие пассажирские авиаперевозки. 
| Расположение                 | ICAO | IATA | Название                      | Координаты                       |
| ---------------------------- | ---- | ---- | ----------------------------- | -------------------------------- |
| Гражданские аэродромы        | ÿ    | ÿ    | ÿ                             | ÿ                                |
| Адажи                        | EVAD |      | Адажи                         | 57°05′54″ с. ш. 024°15′58″ в. д. |
| Даугавпилс                   | EVDA | DGP  | Даугавпилс (не функционирует) | 55°56′33″ с. ш. 026°40′06″ в. д. |
| Лиепая                       | EVLA | LPX  | Лиепая                        | 56°31′03″ с. ш. 021°05′49″ в. д. |
| Резекне                      | EVNA |      | Резекне                       | 56°33′29″ с. ш. 27°13′10″ в. д.  |
| Рига                         | EVRA | RIX  | Рига                          | 56°55′25″ с. ш. 023°58′16″ в. д. |
| Рига                         | EVRS |      | Спилве                        | 56°59′28″ с. ш. 024°04′30″ в. д. |
| Тукумс                       | EVJA |      | Юрмала                        | 56°56′32″ с. ш. 023°13′26″ в. д. |
| Вентспилс                    | EVVA | VNT  | Вентспилс                     | 57°21′28″ с. ш. 021°32′39″ в. д. |
| Военные авиабазы             | ÿ    | ÿ    | ÿ                             | ÿ                                |
| Елгава                       | EVEA |      | Елгава (неконтролируемый)     | 56°40′22″ с. ш. 023°40′45″ в. д. |
| Екабпилс                     | EVKA |      | Екабпилс (не функционирует)   | 56°32′05″ с. ш. 025°53′33″ в. д. |
| Лиелварде                    | EVGA |      | Лиелварде                     | 56°46′42″ с. ш. 024°51′14″ в. д. |
| Рига                         | EVRC |      | Румбула                       | 56°53′00″ с. ш. 024°13′36″ в. д. |
| Вайнёде                      | EVFA |      | Вайнёде                       | 56°24′20″ с. ш. 021°53′13″ в. д. |
| Валмиера                     |      |      | Лиепа (не функционирует)      | 57°23′12″ с. ш. 025°30′30″ в. д. |
| Малые аэропорты (вертодромы) | ÿ    | ÿ    | ÿ                             | ÿ                                |
| Лиелварде                    | EVSM |      | вертодром «М-Сола»            | 56°39′56″ с. ш. 024°54′11″ в. д. |
| Рига                         | EVOC |      | вертодром «Старый город»      | 56°57′24″ с. ш. 24°05′45″ в. д.  |
| Цесис                        | EVCA |      | Видземский аэроклуб           | 57°19′41″ с. ш. 025°19′14″ в. д. |
| Дегумниеки                   |      |      | Дегумниеки                    | 56°48′17″ с. ш. 026°46′17″ в. д. |